# Джерельна
Джере́льна — ботанічна пам'ятка природи місцевого значення в Україні.
Розташована в місті Кременці Тернопільської області, на вулиці Сичівка, схил південно-східної експозиції в урочищі «Звіринець».
Оголошений об'єктом природно-заповідного фонду рішенням Тернопільської обласної ради від 9 квітня 2015 р. № 1912. Площа — 1,5. Перебуває у віданні Кременецької міської ради.
Пам'ятка створена з метою охорони та збереження місць зростання гронянки півмісяцевої і костриці блідуватої, що занесені до Червоної книги України, та ряду регіонально-рідкісних видів рослин.